# Cattedrale di San Michele Arcangelo (Belgrado)
La Cattedrale di San Michele Arcangelo (in serbo Саборна Црква Светог Архангела Михаила o Saborna Crkva Svetog Arhangela Mihaila?, letteralmente Chiesa patriarcale di San Michele Arcangelo) è un edificio di culto ortodosso situato nel quartiere di Kosančićev Venac, nella municipalità di Stari Grad a Belgrado, capitale della Serbia. È la chiesa madre dell'Arcivescovado di Belgrado, Peć e Sremski Karlovci, appartenente alla Chiesa ortodossa serba.

## Storia
Le prime notizie riguardo alla chiesa di San Michele risalgono al XVI secolo e sono per lo più resoconti di viaggiatori che ne fanno menzione nei propri appunti. Tra questi il pastore protestante Gerlach, nel suo diario del 1573, la descrive come una piccola chiesa benché fosse l'unica in tutta la zona. Ne parla come di un edificio diviso in tre parti: una molto sacra, ossia il presbiterio, dove era presente l'altare, rivestito di drappi bianchi, su cui erano posti il Vangelo in lingua slava, un calice ligneo e altre suppellettili; la seconda, divisa dal presbiterio per mezzo dell'iconostasi, in cui erano presenti due candelabri di legno, e la terza, nel retro, che aveva due fonti battesimali in marmo. 
All'inizio del XVIII secolo i turchi distrussero la chiesa che fu ricostruita a spese di privati donatori tra il 1725 e il 1728. Nel 1797 l'edificio fu dato alle fiamme.
Durante il periodo in cui Karađorđe, liberata Belgrado nel 1806 governò le terre strappate al sultano, nell'insediamento serbo di Belgrado furono erette nuove costruzioni e si riedificò anche il tempio. Quando, nel 1813, i turchi ritornarono con l'esercito in città, saccheggiarono e devastarono la chiesa ancora una volta.
Nel 1836 Belgrado divenne la capitale di un principato autonomo nell'ambito dell'Impero ottomano. Il principe Miloš Obrenović decise di dotare la città di una cattedrale vera e propria, e fu stabilito di crearla nel luogo in cui sorgeva la martoriata chiesa di San Michele che era stata l'unico luogo di culto per i serbi per molti secoli.
Nel 1837 iniziarono i lavori affidati all'architetto Fridrih Adam Kverfeld nativo di Pančevo, che realizzò un edificio in stile classicista con elementi barocchi. I lavori terminarono nel 1841, l'iconostasi, invece, fu completata nel 1845.

## Descrizione

### Esterno
All'esterno, la cattedrale di San Michele Arcangelo è circondata su tutti e quattro i lati da un piccolo parco adornato da cespugli di rosa e da alti alberi. Le linee architettoniche delle pareti esterne della chiesa sono molto severe e di stampo neoclassico. A lesene con capitelli decorati si alternano grandi finestroni ad arco a tutto sesto che danno luce all'interno. La facciata è tripartita da quattro lesene doriche che sorreggono il timpano triangolare dalla forma schiacciata. Essa è decorata da alcuni mosaici in stile neobizantino su fondo oro raffiguranti due Arcangeli (ai due lati del finestrone centrale) e la Trinità fra quattro angeli (nel timpano). La facciata termina con l'alta torre campanaria con orologio, la cui cuspide, di gusto barocco, è visibile da tutta la città.

### Interno

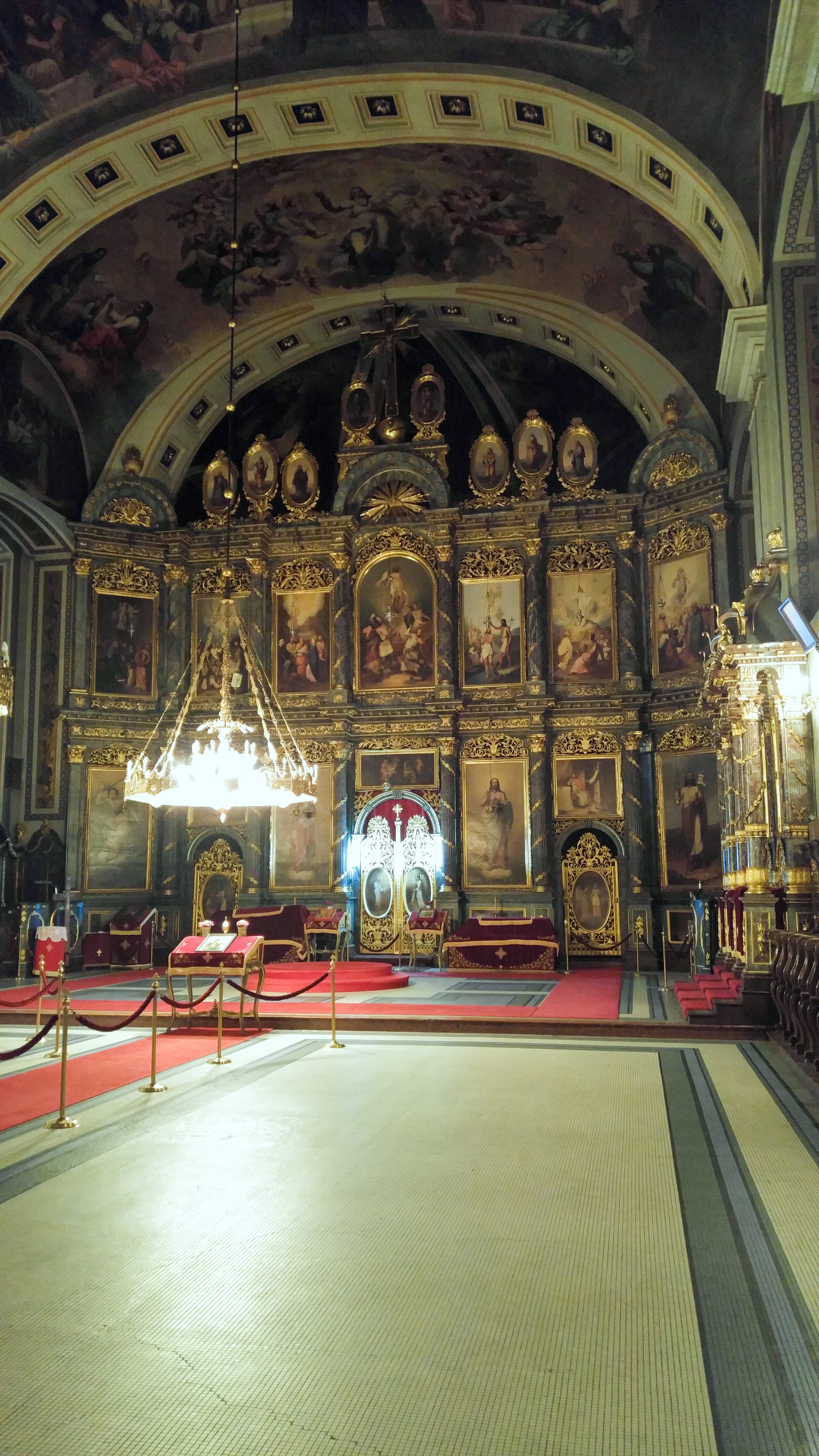
Interno

Mentre l'esterno della chiesa si caratterizza per le sue linee severe, l'interno del tempio è decorato in maniera più minuziosa. La navata è unica: i lati lunghi sono suddivisi da lesene che attraversano anche il soffitto, suddividendo la navata in più campate. Al centro di ciascuna di esse, si aprono le grandi finestre con vetrate policrome i cui intradossi sono impreziositi da decorazioni musive a carattere floreale.
Gran parte degli affreschi presenti nella chiesa, come quelli a soggetto religioso delle lunette delle finestre e quello del soffitto, sono opera del pittore locale Dimitrije Avramović e richiamano molto per le loro caratteristiche gli affreschi barocchi italiani e tedeschi dei secoli XVII e XVIII. Il pavimento, invece, è costituito da grandi lastre di marmo di vari colori disposte a formare dei motivi geometrici.
Il presbiterio, come in tutte le chiese ortodosse, è separato dalla navata da un'iconostasi che, nel caso della cattedrale ortodossa di Belgrado, è di carattere monumentale. Questa, visibilmente ispirata alle iconostasi russe di epoca barocca, è opera dell'intagliatore Dimitrije Petrović e del pittore Dimitrije Avramović. L'iconostasi, suddivisa in due fasce orizzontali sovrapposte da un cornicione scolpito, è movimentata da colonne corinzie con capitelli dorati e intagliati. i dipinti della parte superiore riportano scene della vita di Gesù, quelli della fascia inferiore, invece, le immagini di alcuni santi. In alto, l'iconostasi è terminata da una croce affiancata da una serie di tondi dipinti. Tutta la parte lignea dell'apparato è dipinta a finto marmo scuro e decorata da finissime decorazioni dorate.

### Reliquie e sepolture
La Cattedrale ortodossa di Belgrado ha una particolare rilevanza dal punto di vista spirituale e storico, per la presenza al suo interno di importanti reliquie di santi serbi come quelle dello zar Stefano Dečanski e del despota Stefan Štiljanović, e per le sepolture di diversi patriarchi della chiesa ortodossa serba e dei sovrani Miloš, Mihailo III e Milan II Obrenović.
Nel cortile della cattedrale, invece, sono sepolte le spoglie dei due padri fondatori della lingua serba moderna: Dositej Obradović e Vuk Stefanović Karadžić.

### Complesso patriarcale

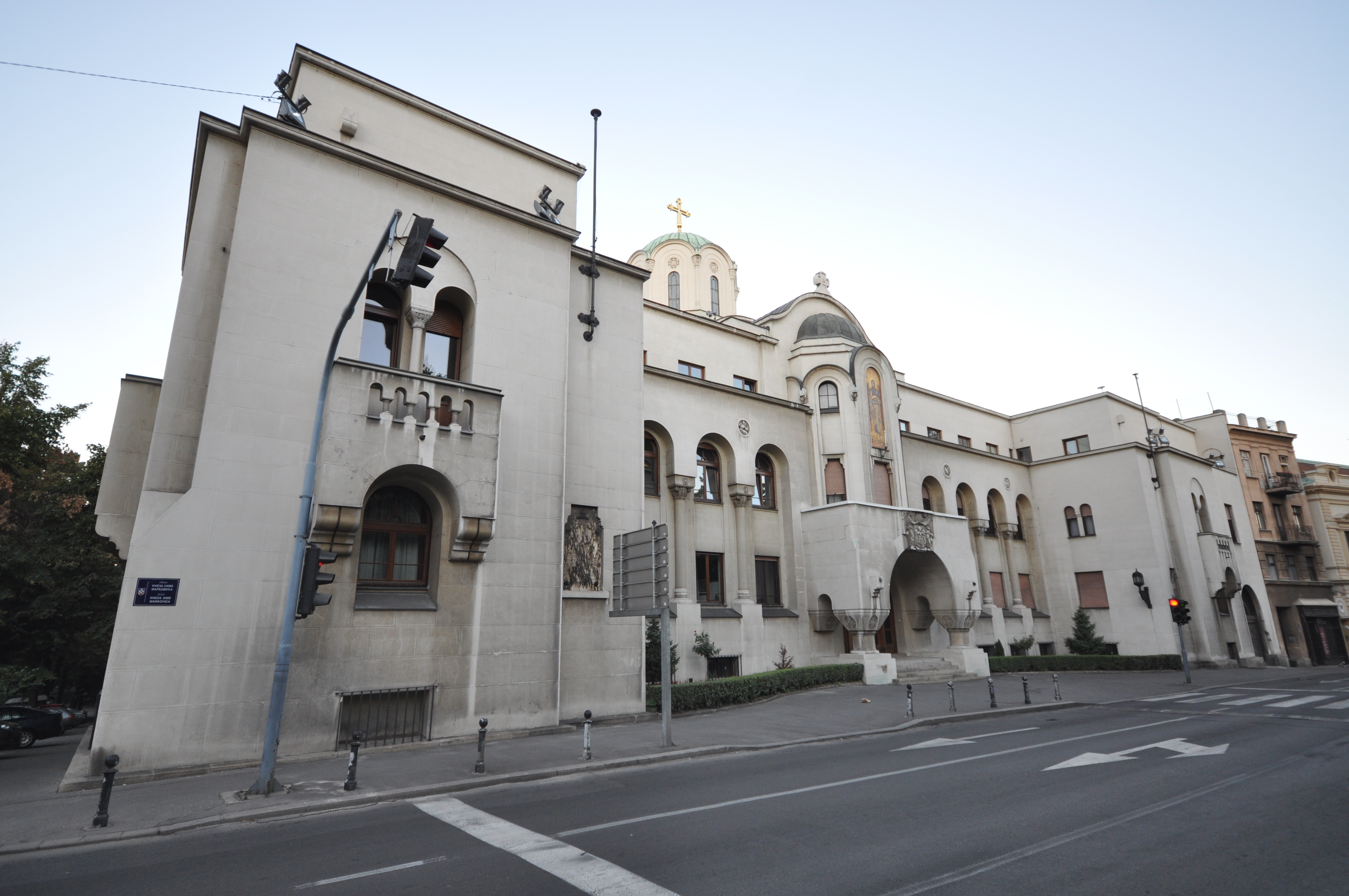
Facciata del Patriarcato

Di fronte all'entrata della cattedrale, al di là della strada, si trova il complesso del Patriarcato serbo ortodosso.
L'edificio fu costruito tra il 1934 e il 1935 su progetto dell'architetto Viktor Lukomski che lo ha realizzato in uno stile dalle linee massicce e imponenti, nonostante le dimensioni relativamente ridotte. La facciata prospiciente quella della cattedrale è decorata con un pronao ad arco sorretto da due possenti colonne. Al centro dell'arco è scolpito lo stemma della chiesa ortodossa. Al di sopra del pronao c'è una nicchia contenente un mosaico che raffigura San Giovanni Battista.
All'interno del complesso è presente una cappella dedicata a San Simeone Stefano Nemanja con un'iconostasi creata dai mestri di Ohrid nel 1935, la biblioteca patriarcale e il museo ortodosso.